# پاسکال نوما
پاسکال نوما (انگلیسی: Pascal Nouma؛ زادهٔ ۶ ژانویهٔ ۱۹۷۲) بازیکن فوتبال اهل فرانسه است.
از باشگاه‌هایی که در آن بازی کرده‌است می‌توان به باشگاه ورزشی الخور، باشگاه فوتبال المپیک مارسی، باشگاه فوتبال لانس، باشگاه فوتبال کان، باشگاه فوتبال استراسبورگ، باشگاه فوتبال بشیکتاش، باشگاه فوتبال لیل، و باشگاه فوتبال پاری سن ژرمن اشاره کرد.